# (4849) Ardenne
(4849) Ardenne es un asteroide perteneciente al cinturón de asteroides, descubierto el 17 de agosto de 1936 por Karl Wilhelm Reinmuth desde el Observatorio de Heidelberg-Königstuhl, Alemania.

## Designación y nombre
Designado provisionalmente como 1936 QV. Fue nombrado Ardenne en honor al inventor alemán e investigador Manfred von Ardenne, especialmente conocido como pionero en la televisión y la ingeniería de radio. Fundó tres observatorios astronómicos privados, pero abiertos al público.

## Características orbitales
Ardenne está situado a una distancia media del Sol de 2,278 ua, pudiendo alejarse hasta 2,533 ua y acercarse hasta 2,024 ua. Su excentricidad es 0,111 y la inclinación orbital 2,997 grados. Emplea 1256 días en completar una órbita alrededor del Sol.

## Características físicas
La magnitud absoluta de Ardenne es 13,8. Tiene 4,195 km de diámetro y su albedo se estima en 0,364. Está asignado al tipo espectral S según la clasificación SMASSII.